# Monomastix
Monomastix, rod zelenih algi smješten u vlastitu porodicu i red. Dio je razreda Mamiellophyceae. Postoji šest priznatih vrsta.

## Vrste
1. Monomastix astigmata Skuja
2. Monomastix minuta Skuja
3. Monomastix ophistostigmata Scherffel
4. Monomastix opisthostigma Scherffel - tipična
5. Monomastix pernana autorstvo nepoznato
6. Monomastix pyrenigera Skuja